# Jean Masurel
Pour les articles homonymes, voir Masurel.
Jean Masurel, né le 11 avril 1908 à Roubaix et décédé le 22 mars 1991, est un mécène et collectionneur d'art français. 

## Biographie
Issu d'une grande famille d'industriels textiles du Nord, Jean Masurel est le fils ainé de Jules Paul Masurel, négociant en laine, et de Françoise Marie Thérèse Collart-Dutilleul. Par sa mère, il est le neveu de Roger Dutilleul, collectionneur précurseur d'œuvres cubistes, puis soutien d'artistes comme Amedeo Modigliani, Fernand Léger ou André Lanskoy. C'est lui qui initie son neveu à l'art moderne alors qu'à l'âge de 15 ans, Jean Masurel séjourne chez son oncle, à Paris, pour préparer son bac. 
De retour dans le Nord, Jean Masurel entre dans l'affaire familiale aux côtés de ses deux frères. En 1942, son mariage avec Geneviève Marie Thérèse de la Rigodière, fille d’industriel textile lyonnais, donne une nouvelle impulsion à sa vocation de collectionneur. Ensemble, ils transforment le château familial de Mouvaux en maison des artistes, où séjournent notamment Fernand Léger et Bernard Buffet. Ils offrent également le gîte et le couvert à Eugène Dodeigne pendant un an, prêtent un atelier à Eugène Leroy puis à Arthur Van Hecke. 
En 1956, peu avant sa mort, Roger Dutilleul répartit sa collection dont il transmet une grande partie à Jean Masurel qu'il considère comme son continuateur. Ce dernier en fait don, avec sa propre collection, à la communauté urbaine de Lille en 1979. Cette donation est à l'origine de la création du LaM de Villeneuve-d'Ascq qui ouvre ses portes quelques années plus tard, en 1983.